# 贝洛斯瓜尔多
贝洛斯瓜尔多（義大利語：Bellosguardo）是意大利萨莱诺省的一个市镇。总面积16平方公里，人口877人，人口密度54.8人/平方公里（2009年）。ISTAT代码为065015。